# Хелл, Йозеф Карол
Йозеф (Йожеф) Карол (Кароль) Хелл (нем. Josef/ph Karl Hell, венг. Hell József Károly, словац. Jozef Karol Hell; 15 мая 1713, Банска-Штьявница, Словакия, Австрийская империя — 11 марта 1789, там же) — горный инженер и изобретатель. Автор первого в мире автоматического водяного насоса.

## Биография
Сын горного инженера Матея Корнеле Хелле. С 1731 года учился инженерному делу у своего отца. В 1737 году стал учеником профессора Горной школы Самуила Миковини и получил глубокие теоретические знания по математике, геометрии и геодезии.
В конце XVII — начале XVIII столетия в горнодобывающей промышленности Австрийской империи разразился кризис. Шахты стали глубже, добыча была затруднена присутствием грунтовой воды, разработка без откачки воды стала невозможной. Предполагалось закрыть рудники, но инженер Йозеф Хелл предложил выход — использовать энергию воды.
По предложенной Хеллом разработке были построены тайхи (нем. Teich, в переводе означает пруд, за́водь) — система из 60 водохранилищ в Штьявницких горах. Построены, в основном, для производства энергии, нужной для серебряных шахт Банска-Штьявница. Соединены между собой каналами и тоннелями общей длиной более 100 км.
В этом районе нет значительных рек, поэтому тайхи собирали воду от дождей и таяния снега. Далее по системе каналов вода направлялась к машинам для откачки воды из шахт. Высота плотин была около 30 метров. Ёмкость системы тайхов — 3 млн.кубометров.
Постройка тайхов требовала больших ресурсов. Два тайха на озере Рихнява строили 4000 человек в течение 3 лет (1738—1740). Эти гигантские сооружения обеспечили шахты энергией, и в результате добыча полезных ископаемых возобновилась. Но насосы того времени были маломощны, и огромные денежные суммы тратились на откачку воды. Первые в мире насосы, приведенные в действие паром, уже появились, но для их строительства требовалось огромное количество леса — это было очень дорого.
В 1736 году в 23-летнем возрасте, инженер Йозеф Карол Хелл разработал и предложил автоматический водяной насос, гораздо более мощный, чем все остальные существовавшие в то время. Его первая машина была в состоянии перекачивать воду с глубины 212 метров. Этот насос был введён в эксплуатацию в 1738 году, в Банска-Штьявнице. Постепенно его изобретения были приняты и в других европейских странах. Насосные машины Йозефа Карола Хелла, построенные в 1749—1768 годах, относятся к лучшим технологиям в этой области во всем мире. В наши дни они преимущественно используются для добычи нефти (нефтекачалки).
После смерти отца в 1744 стал главным горным инженером горнодобывающих шахт Банска-Штьявницского района.
Умер в бедности 10 марта 1789 года на своей родине в Банска-Штьявнице.